# ATRL
ATRL (anteriormente conhecido como Absolute TRL e PopFusion) é um fórum da Internet estadunidense, onde os usuários discutem sobre cultura pop.

## História
O Absolute TRL foi fundado em 1999, como um fan site do programa de TV estadunidense Total Request Live da MTV. Em 2005, o site principal foi fechado em favor do fórum. Ele foi renomeado para PopFusion em 2006 e manteve esse nome por um ano. Em 2007 foi renomeado para ATRL. Apesar do cancelamento do Total Request Live no final de 2008, ele continuou operando como um fórum geral de cultura pop. Em 2017, ATRL ganhou a atenção da mídia estadunidense quando um membro do fórum descobriu artes escondidas e a tracklist incompleta do então sexto álbum de estúdio de Taylor Swift, Reputation (2017), antes do anúncio oficial em seu site. Em um artigo do BuzzFeed sobre a cultura pop fandom, o ATRL é descrito como um "espaço para os fãs argumentarem a favor do seu artista favorito com estatísticas e ideias sobre o impacto cultural".